# Jean-François Kahn
Pour les articles homonymes, voir Kahn et JFK.
Jean-François Kahn, né le 12 juin 1938 à Viroflay (Seine-et-Oise) et mort le 22 janvier 2025 à Avallon (Yonne), est un journaliste et essayiste français.
En 1984, il crée L'Événement du jeudi puis, en 1997, l'hebdomadaire d'information Marianne, dont il est le directeur jusqu'en 2007.

## Biographie

### Famille
Jean-François Kahn est le fils du philosophe Jean Kahn-Dessertenne (1916-1970) et de Camille Ferriot (1914-2005).
Il est le frère du chimiste Olivier Kahn (1942-1999) et du généticien Axel Kahn (1944-2021). Il a trois enfants, dont deux avec sa première épouse, et un avec Rachel Assouline-Kahn, journaliste et productrice à la télévision, épousée en 1977,. Il réside dans le département de l'Yonne.
Ses parents viennent de Mussy-sur-Seine, dans le sud de l'Aube. Son grand-père paternel, l'avocat André Kahn (1888-1959), juif alsacien, y possédait une maison de campagne et y rencontra son épouse, Blanche Sismondino (1885-1972), qui habitait une maison voisine,. Son grand-père maternel y était un petit industriel du bois qui épousa une institutrice d'origine suisse allemande, en poste dans l'école du village qu'elle quitte pour un autre destin, et dont l'antisémitisme l'empêche de rencontrer jamais son gendre,,. Le second mari d'une de ses arrière-grands-mères, Jacques Maurice Dessertenne, était un peintre reconnu qui illustra notamment plusieurs éditions de l'encyclopédie Larousse,,.
Sous l'Occupation allemande, Jean-François Kahn porte le nom de jeune fille de sa mère, Ferriot, fervente catholique, et ne reprend son nom, Kahn, qu'à la fin des années 1950,. Il vit avec sa famille rue des Plantes, à Paris où son père dirige l'école privée Godéchoux,. Ses parents se séparent en 1954 et Jean-François reste avec son père, éloigné de ses deux frères cadets élevés par leur mère. Jean-François et Axel Kahn se rapprocheront en 2006, lors de l'écriture à quatre mains du livre Comme deux frères.  En 1957, leur mère fait une rechute de tuberculose et se fait soigner une année durant dans un sanatorium. Le 17 avril 1970, leur père se suicide.

### Carrière
Jean-François Kahn obtient sa licence d'histoire et, comme son père l'avait fait dans sa jeunesse, il adhère au Parti communiste (pendant deux ans), travaillant dans un tri postal, puis dans une imprimerie, et se tourne ensuite vers le journalisme. Il débute ainsi en 1959 dans le journal Paris Presse l'Intransigeant qui l'envoie couvrir la guerre d'Algérie, Le Monde, puis L'Express (en 1964, comme reporter). C'est lui qui mène l'enquête journalistique aboutissant à la révélation de l'affaire Ben Barka (avec Jacques Derogy) en respectant le principe de protection des sources d'information des journalistes. Toujours pour L'Express, il suit en 1966 la guerre du Viêtnam à la base d'An Khê.
En 1971, il devient éditorialiste sur Europe 1, puis est nommé en 1977 directeur de la rédaction des Nouvelles littéraires qu'il contribue à redresser.
Dans les années 1970 et 1980, il officie souvent comme interviewer lors d'émissions politiques télévisées telles que L'Heure de vérité.
Amateur et connaisseur de la chanson française, il anime dans les années 1970 l'émission Avec tambour et trompette sur France Inter, et, dans les années 1980, l'émission Chantez-le moi.

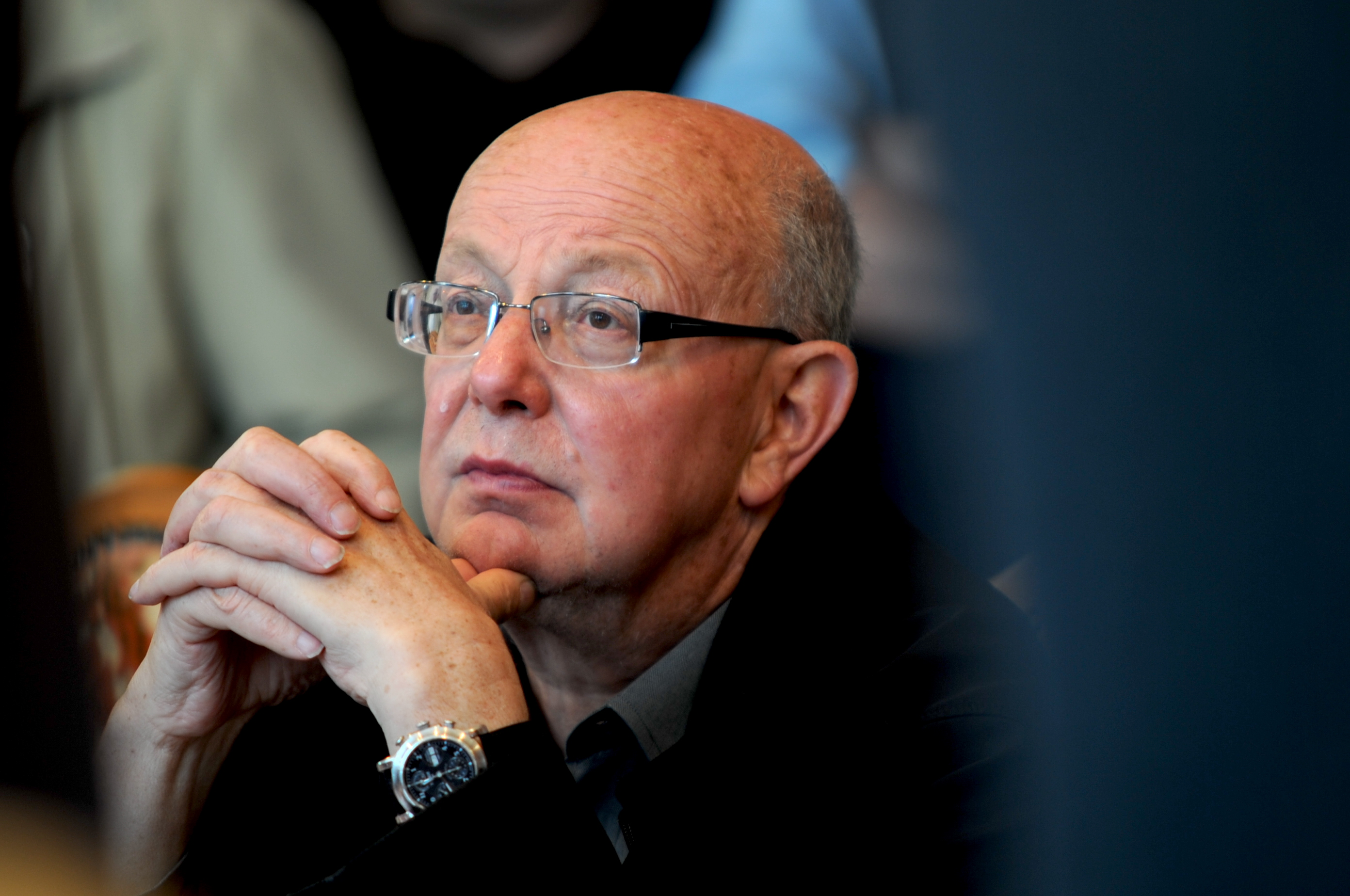
Jean-François Kahn, le 22 avril 2009.

En 1984, il crée le magazine L'Événement du jeudi puis, en 1997, l'hebdomadaire d'information Marianne, dont il est le directeur jusqu'en 2007 et dans lequel il continue à tenir jusqu'en 2011 une chronique intitulée « Bloc-notes ». Il collabore hebdomadairement à l'émission radiophonique Samedi et rien d'autre, animée par Joël Le Bigot, sur les ondes de la Première chaîne de Radio-Canada, où il vulgarise[pas clair] et commente l'actualité politique française et européenne.
Il signe certaines de ses interventions sous les pseudonymes de François Darras,, Thomas Vallières, ou encore P.M.O.[réf. nécessaire]. En 1999, il dénonce les bombardements de l'OTAN sur la Serbie : « Pour la première fois depuis 1945, notre pays se trouve engagé, alors qu'aucun de ses intérêts vitaux n'est en jeu, dans un conflit destructeur voulu et décidé par les États-Unis, sans consultation préalable de la représentation nationale », écrit-il dans un éditorial de Marianne.
Il est invité ponctuel à l'émission quotidienne C dans l'air sur la chaîne publique France 5,.
En mai 2011, lors de l'affaire Dominique Strauss-Kahn, il estime qu'il est « pratiquement certain qu’il n’y a pas eu tentative violente de viol » et déclare qu'il ne s'agit que d'un « troussage de domestique ». Il est alors accusé de distinguer un « troussage » d'un viol et de manifester une « solidarité de caste »,. Ses déclarations sont condamnées par de nombreuses personnalités françaises. Devant la polémique que soulèvent ses propos, il déclare qu'il était « inacceptable » d'utiliser le terme de « troussage », présente des excuses publiques et se retire du journalisme,. En 2012, il assure, toutefois, toujours une chronique hebdomadaire pour le journal belge Le Soir.
En 2014, il publie L'Horreur médiatique, un livre « brûlot » sur les médias, victimes selon lui d'une « pensée unique » les exposant à un rejet populaire, ce dernier étant propice à un basculement vers l'extrémisme,.
Il continue à collaborer épisodiquement à Marianne avec des tribunes. De plus, il signe occasionnellement des articles pour l'hebdomadaire Le Point et reste également chroniqueur pour le quotidien belge Le Soir.

### Mort
Jean-François Kahn meurt le 22 janvier 2025 à l'âge de 86 ans, à Avallon. Il est inhumé au cimetière de Mussy-sur-Seine (Aube).

## Orientation politique
Lors de la fondation en 1984 de L’Événement du jeudi, Jean-François Kahn veut « un média qui tape autant sur la gauche que sur la droite, pour dépasser le clivage gauche-droite via un espace libre, dissonanté ».
Il prend position sur de nombreux sujets. Dès 1982 dans son premier essai, La guerre civile, il se livre à une réflexion sur le stalinisme, maladie et perversion de l'intelligence due à une approche binaire de la politique et qu'il situe aussi bien à droite qu'à gauche. Il est opposé au néolibéralisme, aux bombardements de l'OTAN sur la Serbie en 1999 et à la guerre d'Irak en 2003,. Il prend position pour le « oui » au projet de Constitution européenne en 2005 mais dénonce le peu de place que la presse accorde aux partisans du « non » pour défendre leur avis.

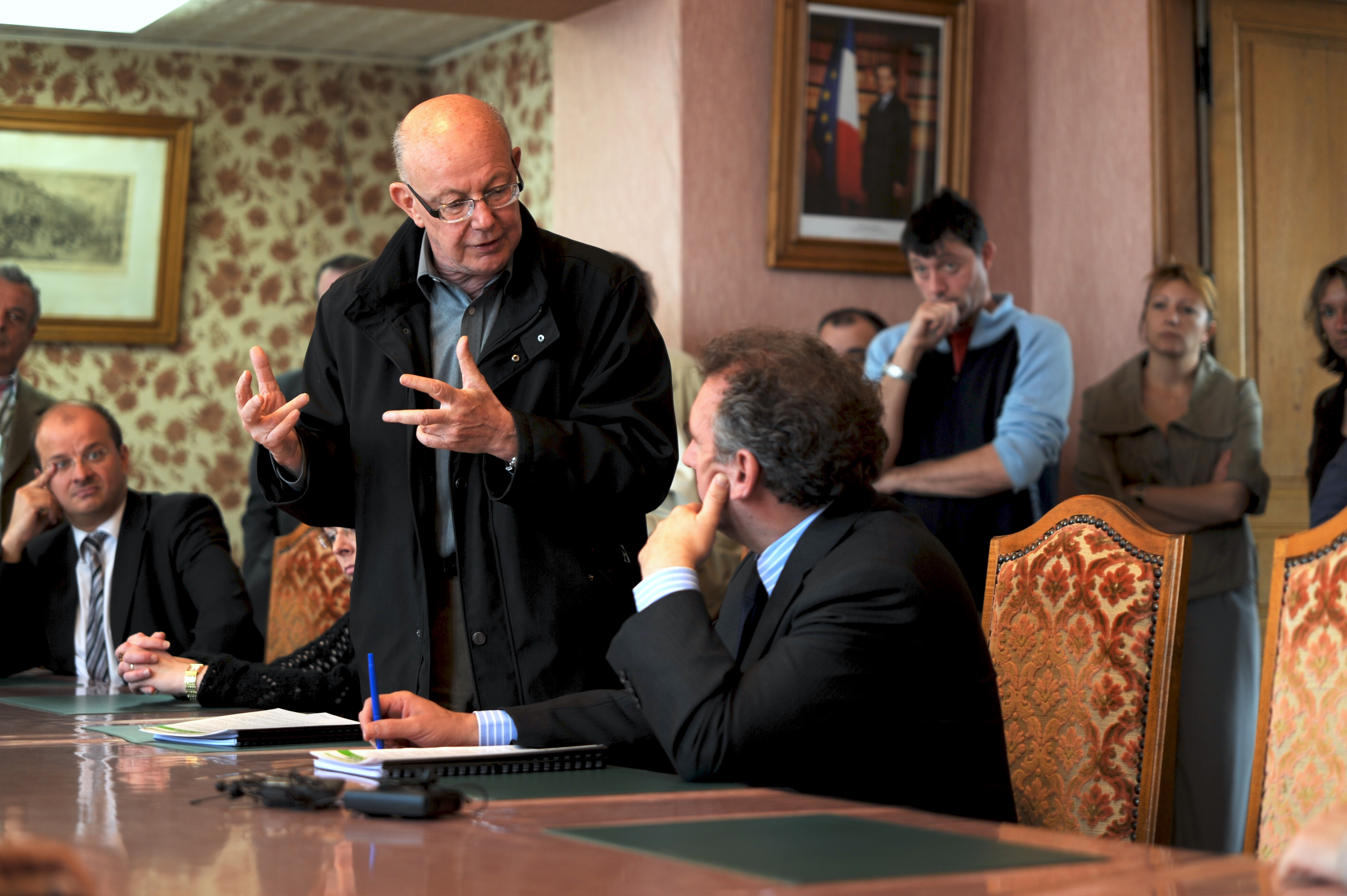
Jean-François Kahn avec François Bayrou, le 22 avril 2009 à la mairie de Chalindrey.

En 2007, il soutient « par défaut » la candidature de François Bayrou à l'élection présidentielle, tout en prenant clairement position contre Nicolas Sarkozy, notamment avec la publication d'un numéro de Marianne, titré Le Vrai Sarkozy, dans lequel le service France de l'hebdomadaire et lui-même se penchent sur le candidat, sa carrière, les circonstances qui ont présidé à sa prise du pouvoir au sein de l'UMP, mais aussi sur les coulisses de sa campagne, et ce à une semaine du premier tour.
En juillet 2008, il annonce son intention de se présenter aux élections européennes. Il confirme cette intention à l'université d'été du Mouvement démocrate. L'investiture comme tête de liste dans la circonscription Est lui est accordée après le vote des adhérents du parti lors de la Conférence nationale du Mouvement démocrate du 8 février 2009. Grâce au score de 9,43 % des suffrages recueillis par cette liste, il est élu au Parlement européen mais, conformément à ses engagements de campagne (il avait annoncé qu'il ne siégerait que si la liste qu'il menait obtenait au moins deux élus), il renonce à ce mandat au profit de la députée européenne sortante, Nathalie Griesbeck.
En 2009, il annonce la création d'un club de réflexion nommé Crréa (centre de réflexion et de recherche pour l’élaboration d’alternatives), destiné à « travailler à des alternatives qui dépassent les discours anciens et les approches qui ont fait faillite ».
Le 23 janvier 2025, le Premier ministre François Bayrou réagit à la mort de Jean-François Kahn en déclarant sur le réseau social X qu'il « incarnait le “centrisme révolutionnaire”, l’humanisme et la fidélité ».

## Essais
- Chacun son tour, Éditions Stock, 1975
- La Guerre civile, Seuil, 1982
- Et si on essayait autre chose ?, Seuil, 1983
- Les Français sont formidables, Balland, 1987
- Esquisse d'une philosophie du mensonge, Flammarion, 1992
- Tout change parce que rie ne change Fayard, 1994
- La Pensée unique, Fayard, 1995
- On prend les mêmes et on recommence, Éditions Grasset & Fasquelle, 1997
- Les Poèmes politiques, Fayard, 1998
- Tout était faux, Fayard, 1998
- Demain la révolution, Flammarion, 1999
- Complot contre la Démocratie, Denoël, 2000
- Le Retour de terre de Djid Andrew, Critique de la raison capitaliste, Fayard, 2000
- Victor Hugo un révolutionnaire, L'Extraordinaire Métamorphose, Fayard, 2001
- Moi, l'autre et le loup, Fayard, 2001
- Les rebelles, ceux et celles qui ont dit non, Plon, 2001
- Ce que Marianne en pense, Éditions Mille et Une Nuits, 2002
- Le Camp de la guerre, Critique de la déraison impure, Fayard, 2004
- Dictionnaire incorrect, Plon, 2005
- Comme deux frères - mémoire et visions croisées (avec Axel Kahn), Stock, 2006
- Les Bullocrates, Fayard, 2006
- Tout change parce que rien ne change, Fayard, 2006
- L'Abécédaire mal-pensant, Plon, 2007
- Sur l'invariance en politique, Fayard, 2008
- Où va-t-on ? Comment on y va, Fayard, 2008
- Pourquoi il faut dissoudre le PS, Larousse, 2008
- L'Alternative. Oui, c'est possible !, Fayard, 2009
- Dernières salves. Supplément au Dictionnaire incorrect et à l'Abécédaire mal-pensant, Plon, 2009
- Faut-il croire les journalistes ?, avec Philippe Gavi, Edwy Plenel, Jean-François Kahn et Serge July, Éditions Mordicus, 2009
- Philosophie de la réalité. Critique du réalisme, Fayard, 2011
- Petit César : comment a-t-on pu accepter ça…, Fayard, 2011
- Menteurs !, Plon, 2012
- La Catastrophe du 6 mai 2012, Plon, 2012
- L’Invention des Français, Fayard, 2013
- Comment s'en sortir, Plon, 2013
- L'Horreur médiatique, Plon, 2014
- Marine Le Pen vous dit MERCI !, Plon, 2014
- La Tragédie de l’Occident. L’Invention des Français 2., Fayard, 2014
- À bas cette gauche-là, Plon, 2015
- L'ineffaçable trahison, Plon, 2015
- Réflexion sur mon échec, entretiens avec Françoise Siri, Éditions de l'Aube, 2016
- M la maudite, Tallandier, 2018
- Droit dans le mur !, Plon, 2020
- Mémoires d'outre-vies (tome 1) : Je me retourne, sidéré…, Éditions de l'Observatoire, 2021, 656 p. (ISBN 979-10-329-1922-4, présentation en ligne)
- Mémoires d'outre-vies (tome 2) : Malgré tout, on l'a fait, on l'a dit !, Éditions de l'Observatoire, 2022, 608 p. (ISBN 979-10-329-1927-9, présentation en ligne)
- Ne m'appelez plus jamais gauche, Éditions de l'Observatoire, 2024, 192 p. (ISBN 979-10-329-3290-2, présentation en ligne)